# Grupo de recubrimiento
En matemáticas, un grupo de recubrimiento de un grupo topológico H es un espacio recubridor G de H tal que G es un grupo topológico y la aplicación de recubrimiento p:G→H es un  homomorfismo de grupos continuo. La aplicación p se dice que abarca el homomorfismo. Un caso frecuente es un grupo de recubrimiento doble, un doble recubrimiento topológico en el que H tiene índice 2 en G; entre sus ejemplos se incluyen los grupos espinoriales, los grupos pinoriales y el grupo metapléctico.
Para explicar el concepto en términos generales, se dice que, por ejemplo, el grupo metapléctico Mp2n es un doble recubrimiento del grupo simpléctico Sp2n, lo que significa que siempre hay dos elementos en el grupo metapléctico que representan un elemento en el grupo simpléctico.

## Propiedades
Sea G un grupo de recubrimiento de H. El kernel K del homomorfismo de recubrimiento es solo la fibra sobre la identidad en H y es un subgrupo normal discreto  de G. El núcleo K está cerrado en G si y solo si G es un espacio de Hausdorff (y si y solo si H también es un espacio de Hausdorff). Yendo en la otra dirección, si G es un grupo topológico y K es un subgrupo normal discreto de G, entonces la aplicación del cociente p:G→G/K es un homomorfismo de recubrimiento.
Si G es conexo, entonces K, siendo un subgrupo normal discreto, se encuentra necesariamente en el centro de G y, por lo tanto, es abeliano. En este caso, el centro de H=G/K está dado por
{\displaystyle Z(H)\cong Z(G)/K.}
Al igual que con todos los espacios que lo recubren, el grupo fundamental de G presenta una aplicación inyectiva en el grupo fundamental de H. Dado que el grupo fundamental de un grupo topológico es siempre abeliano, cada grupo de recubrimiento es un espacio de recubrimiento normal. En particular, si G es un grupo cociente conexo, {\displaystyle \pi _{1}(H)/\pi _{1}(G)} es isomorfo a K. El grupo K actúa simplemente  sobre las fibras (que son clases laterales a la izquierda) de acuerdo con la multiplicación por la derecha. El grupo G es entonces un K-fibrado principal sobre H.
Si G es un grupo de recubrimiento de H, entonces los grupos G y H son localmente isomórficos. Además, dados dos grupos localmente isomórficos conexos H1 y H2, existe un grupo topológico G con subgrupos normales discretos K1 y K2 tal que H1 es isomorfo a G/K1 y H2 es isomorfo a G/ K2.

## Estructura de grupo en un espacio de recubrimiento
Sea H un grupo topológico y G un espacio de recubrimiento de H. Si G y H son ambos conexos y conexos por recorrido localmente, entonces para cualquier opción del elemento e* en la fibra sobre e ∈ H, existe una única estructura de grupo topológico en G, con e* como la identidad, para la que la aplicación de recubrimiento p:G→H es un homomorfismo.
La construcción es como sigue. Sean a y b elementos de G, y f y g recorridos en G, comenzando en e* y terminando en a y b respectivamente. Definida una ruta h:I→H por h(t) = p(f(t))p(g(t)). Por la propiedad de elevación de camino de los espacios de recubrimiento, hay una elevación única de h a G con el punto inicial e*. El producto ab se define como el punto final de esta ruta. Por construcción, se tiene p(ab) = p(a)p(b). Se debe demostrar que esta definición es independiente de la elección de los recorridos f y g, y también que las operaciones de grupo son continuas.
Alternativamente, la ley de grupo sobre G se puede construir levantando la ley de grupo H×H→H a G, usando la propiedad de levantamiento del recubrimiento de la aplicación G×G→H×H.
El caso no conexo es interesante y se estudia en los artículos de Taylor y de Brown-Mucuk que se citan a continuación. 
Esencialmente, existe un impedimento a la existencia de un recubrimiento universal que también sea un grupo topológico, de modo que la aplicación de recubrimiento sea un morfismo: este problema se encuentra en el tercer grupo de cohomología del grupo de componentes de G con coeficientes en el Grupo fundamental de G en la identidad.

## Grupo de recubrimiento universal
Si H es un grupo conexo mediante un camino, localmente conexo al camino, y un grupo simplemente conexo semilocalmente, entonces posee un recubrimiento universal. Por la construcción anterior, el recubrimiento universal se puede convertir en un homomorfismo continuo dentro de un grupo topológico con la aplicación de recubrimiento. Este grupo se denomina grupo de recubrimiento universal de H. También hay una construcción más directa que se muestra a continuación.
Sea PH el grupo recorrido de H. Es decir, PH es el espacio de los recorridos en H basado en la identidad junto con la topología compacto-abierta. El producto de los caminos viene dado por la multiplicación de puntos, es decir (fg)(t)=f(t)g(t). Esto le da a PH la estructura de un grupo topológico. Existe un grupo natural de homomorfismo PH→H que asigna cada camino a su punto final. el recubrimiento universal de H se origina como el cociente de PH respecto al subgrupo normal de lazos homotópicos. La proyección de PH→H desciende al cociente que proporciona la aplicación de recubrimiento. Se puede demostrar que el recubrimiento universal es simplemente conexo y que el núcleo es solo el grupo fundamental de H. Es decir, se tiene una sucesión exacta.
{\displaystyle 1\to \pi _{1}(H)\to {\tilde {H}}\to H\to 1}
donde {\displaystyle {\tilde {H}}} es el recubrimiento universal de H. Concretamente, el grupo de recubrimiento universal de H es el espacio de clases de homotopía de caminos en H con multiplicación puntual de caminos. La aplicación de recubrimiento envía cada clase de camino a su punto final.

## Rejilla de grupos de recubrimiento
Como se ha sugerido anteriormente, si un grupo posee un grupo de recubrimiento universal (si está conectado a un camino, está conectado a un camino local y está conectado de manera semilocal) con un centro discreto, entonces el conjunto de todos los grupos topológicos que están cubiertos por el grupo de recubrimiento universal forma una red, que corresponde a la red de subgrupos del centro del grupo de recubrimiento universal: la inclusión de subgrupos corresponde al recubrimiento de grupos cociente. El elemento máximo es el grupo de recubrimiento universal {\displaystyle {\tilde {H}},}, mientras que el elemento mínimo es el grupo de recubrimiento universal en su centro, {\displaystyle {\tilde {H}}/Z({\tilde {H}})}.
Esto corresponde algebraicamente a la extensión central perfecta universal (llamada grupo de recubrimiento por analogía) como el elemento máximo, y un grupo modular en su centro como elemento mínimo.
Esto es particularmente importante para los grupos de Lie, ya que estos grupos son todas las realizaciones (conexas) de un álgebra de Lie particular. Para muchos grupos de Lie, el centro es el grupo de matrices escalares, y por lo tanto el grupo modular de su centro es la proyección del grupo de Lie. Estos recubrimientos son importantes al estudiar la representación proyectiva de los grupos de Lie, y la representación de espín conduce al descubrimiento de los grupos espinoriales: una representación proyectiva de un grupo de Lie no proviene de una representación lineal del grupo, sino de una representación lineal de algún grupo de recubrimiento, en particular del grupo de recubrimiento universal. El análogo finito condujo al grupo de recubrimiento o el recubrimiento de Schur, como se discutió anteriormente.
Un ejemplo clave surge de SL2(R), que tiene centro {± 1} y grupo fundamental Z. Es un recubrimiento doble del grupo lineal especial proyectivo PSL2 (R sin centro, que se obtiene al tomar el cociente por el centro. Por la descomposición de Iwasawa, ambos grupos son grupos de círculos sobre el semiplano superior complejo, y su recubrimiento universal {\displaystyle {\mathrm {S} {\widetilde {\mathrm {L} _{2}(}}\mathbf {R} )}} es un grupo de rectas reales sobre el semiplano que forma una de las ocho geometrías de Thurston. Dado que el semiplano es contraíble, todas las estructuras de haz son triviales. La preimagen de SL2(Z) en el recubrimiento universal es isomorfa al grupo de trenzas de tres hebras.

## Grupos de Lie
Las definiciones y construcciones anteriores se aplican al caso especial de los grupos de Lie. En particular, cada recubrimiento de una variedad es una variedad, y el homomorfismo de recubrimiento se convierte en una función continuamente diferenciable. Del mismo modo, dado cualquier subgrupo normal discreto de un grupo de Lie, el grupo cociente es un grupo de Lie y la aplicación del cociente es un homomorfismo de recubrimiento.
Dos grupos de Lie son localmente isomorfos si y solo si sus álgebras de Lie son isomorfas. Esto implica que un homomorfismo φ:G→H de los grupos de Lie es un homomorfismo de recubrimiento si y solo si la aplicación inducida en las álgebras de Lie
{\displaystyle \phi _{*}:{\mathfrak {g}}\to {\mathfrak {h}}}
es un isomorfismo.
Dado que para cada álgebra de Lie {\displaystyle {\mathfrak {g}}}, hay un único grupo de Lie simplemente conexo "G" con álgebra de Lie {\displaystyle {\mathfrak {g}}}, entonces se deduce que el grupo de recubrimiento universal de un grupo de Lie conexo "H" es el (único) grupo de Lie simplemente conexo G que tiene el mismo álgebra de Lie que H.

## Ejemplos
- El grupo de recubrimiento universal del grupo circular T es el grupo aditivo de los números reales R con el homomorfismo de recubrimiento dado por la función exponencial exp:R→T. El núcleo de la aplicación exponencial es isomorfo a Z.
- Para cualquier entero n, se tiene un grupo de recubrimiento del círculo T→T que envía z a zn. El núcleo de este homomorfismo es el grupo cíclico que consiste en la nésima raíz de la unidad.
- El grupo de rotación SO(3) tiene como recubrimiento universal el grupo unitario especial, que es isomorfo al grupo de versores en los cuaterniones. Es un recubrimiento doble, ya que el núcleo tiene orden 2 (consúltese el truco del plato).
- El grupo unitario U(n) está recubierto por el grupo compacto T×SU(n) con el homomorfismo de recubrimiento dado por p(z, A) = zA. El recubrimiento universal es exactamente R×SU(n).
- El grupo ortogonal SO (n) tiene un recubrimiento doble llamado grupo espinorial Spin(n). Para n≥3, el grupo de espín es el recubrimiento universal de SO(n).
- Para n≥2, el recubrimiento universal del grupo lineal especial SL(n, R) no es un grupo matricial (es decir, no tiene representaciones de dimensión finita fieles).